# Het imperium
Het imperium is een Nederlandse vierdelige minidramaserie uit 2010, waarin alles draait om macht, liefde, ambitie en wraak in de genadeloze muziekindustrie. De serie werd uitgezonden door RTL 8 in 2013.

## Geschiedenis
De reeks ging van start met een dubbele aflevering op 5 maart 2013, en op 12 maart 2013 waren aflevering 3 en 4 te zien. De serie was echter al opgenomen in 2010, maar door een tekort aan financiering voor deze 'miljoenenserie' werd de uitzending uitgesteld.
Het scenario van de minidramaserie werd bedacht door Lucio Messercola en uitgeschreven door actrice Nienke Römer; het was haar eerste ervaring als scenarioschrijfster.
Het imperium wordt beschreven als een 'dure soap', mede door de dure set van villa's, grote sportwagens en gebruik van luxegoederen. Daarom wordt deze miniserie vergeleken met series als Westenwind en Bloedverwanten, die ook als 'dure soap' worden gezien.

## Verhaal
Het verhaal draait om de inmiddels volwassen kindster Menzo Salverda, die in verval is geraakt en behalve een dure sportwagen bijna niets meer heeft. Na een tijd in Brazilië gezeten te hebben, keert hij terug om wraak te nemen op de man die daarvoor verantwoordelijk is, zijn meedogenloze platenproducer Bart Vreeman, die Menzo zijn jeugd afnam door veel met hem op te treden en muziek op te nemen in de geluidsstudio. Vreeman deinst nergens voor terug: zo heeft hij ook zijn kinderen tegen zich gekregen en zijn vrouw aan de drank, doordat hij er meerdere maîtresses op na hield. Aan het einde van de slotaflevering van het eerste seizoen wordt Vreeman, die veel vijanden had, in koelen bloede doodgeschoten.

## Rolverdeling

### Hoofdrolspelers
| Acteur                | Personage         |
| --------------------- | ----------------- |
| Filip Bolluyt         | Bart Vreeman      |
| Carolien van den Berg | Louise Vreeman    |
| Wes Mutsaars          | Menzo Salverda    |
| Chris Tates           | Alex Salverda     |
| Anouk van Nes         | Leandra Salverda  |
| Marlous Dirks         | Alyda             |
| Esther Gramsma        | Noa Fleur Vreeman |
| Sebas Berman          | Junior Vreeman    |
| Kimberley Klaver      | Ginger            |
| Leo Hogenboom         | Dokter Frangelico |
| Linde van den Heuvel  | Diana Frangelico  |

### Gastrollen
| Acteur             | Personage        | Opmerking         |
| ------------------ | ---------------- | ----------------- |
| Martin Terpstra    | Eric             | afl. 1, 2, 3 en 4 |
| John Jones         | Politie agent    | afl. 1, 2, 3 en 4 |
| Janno Kapritsias   | Barman Petros    | afl. 1, 2, 3 en 4 |
| Charlotte Besijn   | Zuster           | afl. 1            |
| Harold Dückers     | Arts             | afl. 1            |
| Matthias Quadekker | Geluidstechnicus | afl. 2 en 3       |
| Erik de Vogel      | Dokter Romeyn    | afl. 3            |
| Johnny Kraaijkamp  | Paul Bunschoten  | afl. 3            |
| Remy Hogenboom     | jonge Menzo      | afl. 3            |
| Roscoe Leijen      | Simon            | afl. 4            |